# 陶凱
陶凱（1304年—1376年），字中立，臨海（今臨海市）人。
至正年間中舉，授永豐教諭，推辭不就，同輩張仲舉、朱昌齡等人有往來，朱元璋曾慕名拜訪取策，陶凱曰：“群雄所據地，未可與爭，元雖有地，政衰民怨，是空地耳，取之易也”。洪武初年（1368年）至南京，與汪克宽、胡翰、宋僖、陈基、曾鲁、高启等同修《元史》。書成，授翰林應奉，又纂《大明集禮》，於大本堂教導楚王讀經。洪武三年（1370年）七月與崔亮並為禮部尚書，各有敷奏。定“军礼及品官坟茔之制”，又“定科举式”。崔亮死後，陶凱獨任。洪武四年，任会试主考官。洪武五年（1372年），上奏：“汉、唐、宋时皆有会要，纪载时政。今起居注虽设，其诸司所领谕旨及奏事簿籍，宜依会要，编类为书，庶可以垂法后世。下台省府者，宜各置铜柜藏之，以备稽考，俾无遗阙”与张筹等编集《昭鉴录》。洪武六年（1373年）為湖廣參政，八年（1374年），起為國子祭酒。
洪武初期，陶凱隨侍於朱元璋左右，明太祖稱“一時詔令、封冊、歌頌、碑碣、多出其手”，又稱“措辭陳義，各當其體，沛然為一代之用。”，又修《洪武正韵》等。李贄說他“姿性過人，才高學博，識見卓遠，為文千言立就”。晚年自号“耐久道人”，朱元璋以為影射自己杀戮功臣，曰：“自去爵祿之名，怪稱曰‘耐久道人’，是其自賤也”，“坐在禮部時朝使往高麗主客曹誤用符驗”，被处死，生前朱元璋曾贈以“丹書鐵券”，仍不免一死。有《陶尚书集》，今不傳。